# Свинки (фильм)
«Свинки» (пол. Świnki) — польско-немецкий художественный фильм режиссёра Роберта Глински, вышедший на экраны в 2009 году. Фильм участвовал в кинофестивале в Карловых Варах, где начинающий актёр Филип Гарбач, исполнивший в нём главную роль, был удостоен специального упоминания жюри, а также в Гдыньском кинофестивале польских фильмов, где он победил в категории «Лучший актёрский дебют».

## Сюжет
«Свинки» — история двух подростков, живущих в небольшом польском городке на границе с Германией.
Томек, сын школьного учителя физкультуры, совершенно случайно узнаёт тайну своего приятеля Лукаша, по прозвищу Тёмный. Оказывается, он и другие подростки продаются богатым приезжим немцам, занимаясь детской проституцией. У Томека есть девушка — Марта, и чтобы исполнить все её прихоти, он пытается заработать деньги. Однако вскоре понимает, что в его приграничном городке единственный способ заработать — это пойти по следам Тёмного… Томек заводит знакомство с Борысом, возглавляющим этот криминальный бизнес, и начинает на него работать. Однако вскоре очередные клиенты, оказавшиеся садистами, жестоко избивают мальчика. Оправившись, Томек решает взять криминальный бизнес в свои руки. Он звонит в полицию с анонимным доносом на Борыса. Когда того арестовывают, Томек встаёт на его место. Через некоторое время Томек узнаёт, что его приятель Тёмный лежит в больнице. Его избили те же люди, что и Томека, но его состояние намного хуже и он умирает.

## В ролях
- Филип Гарбач (пол. Filip Garbacz) — Томек
- Даниэль Фурманяк (пол. Daniel Furmaniak) — Лукаш «Тёмный»
- Анна Кулей (пол. Anna Kulej) — Марта
- Богдан Коца (пол. Bogdan Koca) — отец Томека
- Томаш Тындык (пол. Tomasz Tyndyk) — Борыс